# Apró törpeantilop
Az apró törpeantilop (Neotragus pygmaeus) az emlősök (Mammalia) osztályának párosujjú patások (Artiodactyla) rendjébe, ezen belül a tülkösszarvúak (Bovidae) családjába és az antilopformák (Antilopinae) alcsaládjába tartozó faj.
A korábbi rendszertani besorolások a Bates-törpeantiloppal (Nesotragus batesi) és a pézsmaantiloppal (Nesotragus moschatus) helyezték egy emlősnembe, azonban a mitokondriális DNS-vizsgálatok bebizonyították, hogy valójában nem közeli rokona ezeknek az antilopoknak. Ennek következtében az apró törpeantilop a Neotragus antilopnem egyetlen fajává vált.

## Előfordulása
Nyugat-Afrika dús aljnövényzetű, síkvidéki, trópusi erdőinek lakója, de elterjedési területének északi részén a mozaikos, erdős-szavannás jellegű vidékeken is találkozni vele 2000 méteres tengerszint feletti magasságig. Az emberi közelséghez jól alkalmazkodott, gyakorta él mezőgazdasági területek közelében és a fakitermelés nyomán képződött másodlagos növényzetben. Guinea legdélebbi vidékeitől Sierra Leonén, Libérián és Elefántcsontpart déli részén át Ghánáig terjed; elterjedésének keleti határa a Volta folyó. Elefántcsontpart északkeleti részén, a Comoé Nemzeti Parkban is előfordul.

## Megjelenése
Az apró törpeantilop a világ legkisebb párosujjú patása. Testhossza 38-51 centiméter között mozog, amihez 5-8 centiméteres farok csatlakozik; marmagassága ritkán haladja meg a 25-26 centimétert, testtömege pedig 2,5-3 kilogramm között változik. Törzse zömök, lábai viszonylag hosszúak és vékonyak. A hátsó lábak hosszabbak a mellsőknél, így a far magasabban van a vállaknál. A törpeantilop teste így áramvonalas, hátsó lábai pedig robbanékony indulást tesznek lehetővé a számára.
A faj szőrzete puha és sima. A test alapvetően aranybarna, sárgás-vöröses barna vagy fahéjszínű; az oldalak némileg fakóbbak a hátnál. A hasoldal, az áll, a torok és a hátsó lábak belseje fehér, ahogy a vékony farok is: ennek a felső részén vékony csík fut, ami teljesen fehér pamacsban végződik. A fehér torkon vörösesbarna sáv fut keresztül, ami gallérként választja ketté a fehér részeket. A lábak elülső oldalán, a paták felett egy-egy fehér folt van. A fajnak nincs sarkantyúja. A fejen nincs jellegzetes mintázat, színe a test többi részéhez hasonlít. A nagy és kerek szemek előtt jól fejlett mirigy látható, az orr kicsiny, a viszonylag nagy orrpajzs viszont szürkés rózsaszín. A fül kerek és átlátszó, belső fele hússzínű.
A bikáknak a faj egyéb méreteihez hasonlóan aprócska szarvaik vannak: hosszuk rendszerint 1,5-2,5 centiméter között mozog (olykor a 3,5 centimétert is eléri), színük fekete, felszínük sima. A szarvak a homlok vonalával párhuzamosan hátrahajlanak.

## Életmódja
Az apró törpeantilopról rendkívüli félénksége és rejtőzködő életmódja miatt nem sok biztos információval rendelkezünk. Táplálékát elsősorban levelek, bimbók és hajtások alkotják, de gyümölcsöket, virágokat és gombákat is fogyaszt; füvet csak ritkán legel. Estefelé és éjszaka aktív, a nappalt pihenéssel és kérődzéssel tölti. Magányosan vagy párokban él alig 100 m² nagyságú territóriumon, aminek határait trágyakupacokkal jelöli ki. Vész esetén mozdulatlanul lapul, csak akkor pattan fel és rohan cikázva a bozót nyújtotta biztonságba, amikor már a közvetlen közelébe érkezett a veszélyforrás. Ilyenkor vagy szökellésekkel, vagy előreszegett fejjel, lapított testtartásban menekül. Hátsó lábai révén akár 55 centiméteres magasságra és 2,8 méteres távolságra is elugorhat egy helyből.

## Szaporodása
A rejtőzködő faj szaporodásáról sem sokat tudunk. A vadonban november-december során kerül sor az ellésre, melynek eredményeképpen egyetlen utód jön a világra. A borjak színezete hasonló a kifejlett állatokéhoz. Az elválasztásra két hónapos korban kerül sor, de kérődzeni csak később tanulnak meg a fiatalok. Az apró törpeantilopok egyéves koruk után érik el az ivarérettséget. A faj vonatkozásában feljegyzett élettartam hat év és nyolc hónap fogságban.

## Természetvédelmi helyzete
Elsősorban a vadászat jelent rá fenyegetést, bár rejtőzködő életmódja miatt viszonylagos biztonságban van. Libéria nagy részén tabunak számít a megölése; itt a „nyulak királyának” nevezik, emiatt több európai nyelvben (pl. angolul, lengyelül, norvégül, törökül) királyi antilopnak vagy királyantilopnak nevezik. Olykor a mezőgazdasági területek védelmére kihelyezett csapdákba sétál bele. A természeti környezet pusztulásához és az emberi tevékenység kiterjedéséhez jól alkalmazkodott, és számos természetvédelmi területen előfordul. Állományát 62 000 példányra becslik, ami feltehetően jóval kevesebb a valóságos példányszámnál. Bár valószínűleg némileg csökkenőben van egyedszáma, a Természetvédelmi Világszövetség egyelőre nem tekinti veszélyeztetettnek.